# Mozgovo
Pour le village kosovar, voir Mozgovo (Gnjilane).
Mozgovo (en serbe cyrillique : Мозгово) est une localité de Serbie située dans la municipalité d'Aleksinac, district de Nišava. Au recensement de 2011, elle comptait 1 385 habitants.
Mozogovo est officiellement classé parmi les villages de Serbie.

## Démographie

### Évolution historique de la population
| 1948  | 1953  | 1961  | 1971  | 1981  | 1991  | 2002  | 2011  |
| ----- | ----- | ----- | ----- | ----- | ----- | ----- | ----- |
| 2 664 | 2 766 | 2 728 | 2 445 | 2 234 | 1 992 | 1 632 | 1 385 |

|  |